# Костоев, Исса Магометович
Исса́ Магоме́тович Косто́ев (род. 8 августа 1942, Экажево, Чечено-Ингушская АССР) — российский политический и общественный деятель. Представитель Республики Ингушетия в Совете Федерации (2002—2009). Государственный советник юстиции 2 класса. В 1965—1992 годах — следователь прокуратуры. Получил известность в связи с поимкой серийного убийцы Андрея Чикатило.

## Биография
Окончил Казахский университет им. С. М. Кирова по специальности «Правоведение». После окончания университета Костоев начал работать в органах прокуратуры Северной Осетии, Чечено-Ингушской АССР, в прокуратуре СССР и в Генеральной прокуратуре Российской Федерации. Возглавлял следственные группы, которые занимались розыском ростовского потрошителя Андрея Чикатило и смоленского душителя Владимира Стороженко, а также расследованием налёта на универмаг «Молодёжный» в 1986 году.
В 1965—1974 годах — следователь, старший следователь и прокурор-криминалист прокуратуры Северо-Осетинской АССР. В 1973—1992 годах — следователь по особо важным делам, старший следователь по особо важным делам, зам. начальника Следственной части, начальник отдела Генеральной прокуратуры Российской Федерации.
Получил известность после раскрытия и задержания в ноябре 1990 года его следственной бригадой маньяка Андрея Чикатило. На тот момент следователь по особо важным делам при Генеральном прокуроре СССР Владимира Калиниченко: «Когда следователь прокуратуры Исса Костоев заканчивал дело по убийству Елены Закотновой Андреем Чикатило, был расстрелян Кравченко, он сказал: „сенаторы в Верховном суде не хотят отменять приговор Кравченко, не хотят признать судебную ошибку“. С большим трудом Исса добился через ЦК КПСС отмены приговора Кравченко, эпизод вменили Чикатило, этот был самый доказанный эпизод по всему делу. Потом сенаторы, поскольку надо было признать расстрел Кравченко незаконным, принесли протест и оправдали Чикатило по убийству Закотновой. И сегодня получается, то ли убил Чикатило, то ли Кравченко, хотя на самом деле убил Чикатило».
В 1992—1993 годах — полномочный представитель Президента России в республике Ингушетия. Ушёл в отставку в марте 1993 года в знак несогласия с политикой попустительства федеральными властями нарушений конституционных прав ингушского населения Пригородного района Северной Осетии.
В 1994—1996 годах Исса Костоев был председателем комитета Совета Федерации по конституционному законодательству и судебно-правовым вопросам. Под его руководством разработаны и приняты важнейшие законодательные акты Российской Федерации.
В 1996—2002 годах — начальник международно-правового управления Генеральной прокуратуры России.
В 2002—2009 годах — представитель в Совете Федерации от правительства Республики Ингушетия.
В январе 2024 года стал доверенным лицом кандидата в президенты России Владимира Путина.

## Награды
- Орден «За заслуги перед Отечеством» IV степени (28 декабря 2007) — за заслуги в законотворческой деятельности[6]
- Орден Почёта (11 января 2002) — за большой вклад в укрепление законности и правопорядка, многолетнюю добросовестную работу[7]
- Орден Дружбы (19 октября 2022) — за достигнутые трудовые успехи и многолетнюю добросовестную работу[8].
- Орден Трудового Красного Знамени (1982)
- Медаль «Ветеран труда» (1989)
- Заслуженный юрист Российской Федерации (9 января 1997) — за большой вклад в укрепление законности и многолетнюю добросовестную работу в органах прокуратуры[9]